# Zacatepec de Hidalgo
Zacatepec de Hidalgo là một đô thị thuộc bang Morelos, México. Năm 2005, dân số của đô thị này là 33527 người.